# Fuyuan, Qujing
Fuyuan är ett härad som lyder under Qujings stad på prefekturnivå i Yunnan-provinsen i sydvästra Kina.